# Rötzenberg
Der Rötzenberg bei Gossersweiler im rheinland-pfälzischen Landkreis Südliche Weinstraße ist ein 459,1 m ü. NHN hoher Berg im nördlichen Wasgau im Pfälzerwald. Auf ihm befinden sich zahlreiche Felsformationen des Buntsandsteins.

## Geographische Lage
Der Rötzenberg liegt im Naturpark Pfälzerwald als für den Wasgau typischer Kegelberg im nördlichen Teil des Dahner Felsenlands und im Wasgauer Felsenland. Sein Gipfel erhebt sich 1,1 km westsüdwestlich von Gossersweiler, dem größeren Ortsteil der Gemeinde Gossersweiler-Stein, zu deren Gemarkung der Berg gehört. Nördlich des nahezu vollständig bewaldeten Berges entspringt der Triebborn, der sich über den Rimbach in den Rhein-Nebenfluss Queich entwässert, und im Süden der Klingbach, der direkt in die Rheinebene abfließt und dort über den Michelsbach in den Rhein mündet.

## Felsen und Aussichtsmöglichkeiten

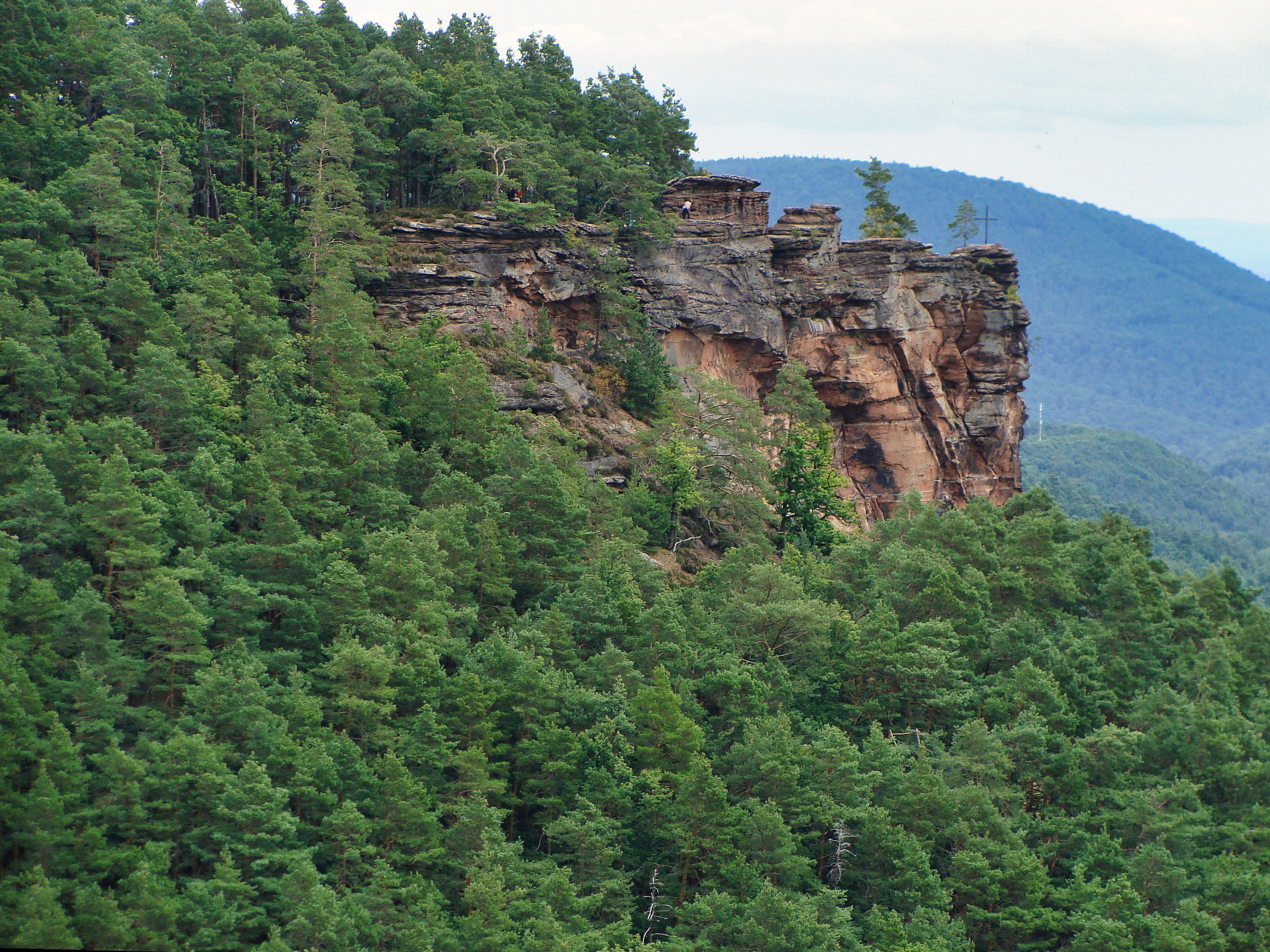
Rötzenfelsen

Die wichtigsten Felsen des Rötzenbergs sind die Isselmannsteine an der Nordseite sowie der imposante Rötzenfels südlich des Gipfels, der mit bis zu 55 Meter eine beachtliche Felshöhe erreicht. Vom Felsplateau, das auf einem Wanderpfad (Dimbacher Buntsandstein-Höhenweg) bestiegen werden kann, hat man eine hervorragende Aussicht nach Süden über den gesamten Wasgau mit der Ruine Lindelbrunn im Vordergrund sowie nach Nordosten zum Rehberg, zum Ebersberg, dem Asselstein und zur Reichsburg Trifels.

## Zugänge und Wanderungen
Der Rötzenberg kann über markierte Wanderwege von Osten wie dem Fernwanderweg Staudernheim–Soultz-sous-Forêts von Gossersweiler, von Norden von Dimbach und von Süden von Lindelbrunn aus erreicht werden. Er wird vom Rundwanderweg „Dimbacher Buntsandstein-Höhenweg“ überquert, der vom Deutschen Wanderinstitut als Premiumweg zertifiziert und im Jahre 2013 eingeweiht wurde.